# Avdizem
Avdizem je stališče, da je nekdo večvreden na podlagi njegove sposobnosti sluha ali obnašanja na način slišečega ali pa, da je življenje brez sluha nesmiselno in bedno oziroma patološko mišljenje, ki nosi kot posledico negativno stigmo do gluhih in naglušnih. Izraz avdizem je v svoji doktorski disertaciji leta 1977 skoval Tom L. Humphries, vendar se izraz ni prijel, vse dokler ga ni Harlan Lane začel uporabljati v svojih spisih. Humphries je prvotno z avdizmom označeval posamezne pristope in prakse, medtem ko je Lane izraz razširil na zatiranje gluhih in naglušnih.
Avdizem je oblika abilizma, tj. diskriminacije na podlagi določene vrste invalidnosti. Kot rasizem ali seksizem tudi avdizem dodeljuje oznake, obsoja in omejuje posameznike glede na to, ali lahko slišijo oz. govorijo ali ne. Ljudje, ki izvajajo avdizem, se imenujejo avdisti. Čeprav avdizem pretežno izvajajo slišeči, lahko tega izvaja kdorkoli (tudi gluhi in naglušni), hote ali nehote.